# Damflask Reservoir
Het Damflask Reservoir is een stuwmeer in het westen van de Engelse stad Sheffield, dat zich op ongeveer 8 kilometer van het stadscentrum verwijderd bevindt. In volledig gevulde toestand bevat het 4,25 miljoen kubieke meter water. Het reservoir bevindt zich op de plaats waar voorheen het dorp Damflask stond, dat in 1864 geheel en al werd weggespoeld in de overstroming van Sheffield. Damflask Reservoir ligt in de vallei van de Loxley. Het omvat 27 hectare en is op zijn diepst 27 meter. Eigenaar is Yorkshire Water.
De bouwwerkzaamheden aan Damflask Reservoir werden in 1896 voltooid in opdracht van de Sheffield Waterworks Company; de dam is ongeveer 400 meter breed en 28 meter hoog en werd uit lokale stenen vervaardigd. Damflask Reservoir maakt deel uit van een netwerk van stuwmeren om de watertoevoer naar Sheffield te verzekeren: de andere meren in het traject van de Loxley zijn Strines, Agden en Dale Dyke Reservoir. Ten tijde van de overstroming van het dorp Damflask op 11 maart 1864 bestonden reeds plannen om ter hoogte van het dorp nog een reservoir aan te leggen; dientengevolge werd het verwoeste Damflask nooit herbouwd.
Damflask Reservoir is een recreatiegebied voor zeilsport en hengelaars. In 2002 stelde Yorkshire Water het ganse meer het hele jaar door open voor het publiek, met inbegrip van de heidelandschappen eromheen. Het stuwmeer omvat onder andere brasem, karper, baars en snoek; zeilen heeft echter steeds voorrang op hengelen.